# Kabinett Miettunen II
Das Kabinett Miettunen II war das 58. Kabinett in der Geschichte Finnlands. Es wurde am 30. November 1975 vereidigt und amtierte bis zum 29. September 1976. Beteiligte Parteien waren Sozialdemokraten (SDP), Zentrumspartei (KESK), Volksdemokraten (SKDL), Schwedische Volkspartei (RKP) und Liberale Volkspartei (LKP).

## Minister
| Ressort                                               | Name              | Partei     | Amtszeitbeginn    | Amtszeitende       |
| ----------------------------------------------------- | ----------------- | ---------- | ----------------- | ------------------ |
| Ministerpräsident                                     | Martti Miettunen  | KESK       | 30. November 1975 | 29. September 1976 |
| Stellvertretender Ministerpräsident                   | Kalevi Sorsa      | SDP        | 30. November 1975 | 29. September 1976 |
| Minister im Büro des Ministerpräsidenten              | Reino Karpola     | KESK       | 30. November 1975 | 29. September 1976 |
| Äußeres                                               | Kalevi Sorsa      | SDP        | 30. November 1975 | 29. September 1976 |
| Minister im Außenministerium                          | Sakari T. Lehto   | unabhängig | 30. November 1975 | 29. September 1976 |
| Justiz                                                | Kristian Gestrin  | RKP        | 30. November 1975 | 29. September 1976 |
| Inneres                                               | Paavo Tiilikainen | SDP        | 30. November 1975 | 29. September 1976 |
| Minister im Innenministerium                          | Olavi Hänninen    | SKDL       | 30. November 1975 | 29. Juni 1976      |
| Minister im Innenministerium                          | Arvo Hautala      | SKDL       | 29. Juni 1976     | 29. September 1976 |
| Verteidigung                                          | Ingvar S. Melin   | RKP        | 30. November 1975 | 29. September 1976 |
| Finanzen                                              | Paul Paavela      | SDP        | 30. November 1975 | 29. September 1976 |
| Minister im Finanzministerium                         | Viljo Luukka      | unabhängig | 30. November 1975 | 9. April 1976      |
| Minister im Finanzministerium                         | Esko Rekola       | unabhängig | 9. April 1976     | 29. September 1976 |
| Bildung                                               | Paavo Väyrynen    | KESK       | 30. November 1975 | 29. September 1976 |
| Minister im Bildungsministerium                       | Kalevi Kivistö    | SKDL       | 30. November 1975 | 29. September 1976 |
| Land- und Forstwirtschaft                             | Heimo Linna       | KESK       | 30. November 1975 | 29. September 1976 |
| Verkehr                                               | Kauko Hjerppe     | SKDL       | 30. November 1975 | 29. September 1976 |
| Handel und Industrie                                  | Eero Rantala      | SDP        | 30. November 1975 | 29. September 1976 |
| Minister im Ministerium für Handel und Industrie      | Sakari T. Lehto   | unabhängig | 30. November 1975 | 29. September 1976 |
| Soziales und Gesundheit                               | Irma Toivanen     | LKP        | 30. November 1975 | 29. September 1976 |
| Ministerin im Ministerium für Soziales und Gesundheit | Pirkko Työläjärvi | SDP        | 30. November 1975 | 29. September 1976 |
| Arbeit                                                | Paavo Aitio       | SKDL       | 30. November 1975 | 29. September 1976 |